# Bradavka
Bradavka (sunčac; lat. Heliotropium), kozmopolitski biljni rod iz porodice Heliotropiaceae čijih je 240 vrsta raspršeno po svim kontinentima. Nekoliko vrsta Heliotropiuma još uvijek čeka prijenos u Euploca.
U Hrvatskoj rastu dvije vrste, europska bradavka i kritično ugrožena povaljena bradavka.

## Vrste
1. Heliotropium abbreviatum Rusby
2. Heliotropium acuminatum (DC.) Govaerts
3. Heliotropium acutiflorum Kar. & Kir.
4. Heliotropium adenogynum I.M.Johnst.
5. Heliotropium aegyptiacum Lehm.
6. Heliotropium agdense Bunge
7. Heliotropium albiflorum Engl.
8. Heliotropium albovillosum Riedl
9. Heliotropium alii Y.J.Nasir
10. Heliotropium ammophilum Craven
11. Heliotropium amplexicaule Vahl
12. Heliotropium anchusanthum Hiern
13. Heliotropium angiospermum Murray
14. Heliotropium angustiflorum (Ruiz & Pav.) Govaerts
15. Heliotropium anomalum Hook. & Arn.
16. Heliotropium antiatlanticum Emb. ex Maire
17. Heliotropium antioquianum J.I.M.Melo
18. Heliotropium arbainense Fresen.
19. Heliotropium arborescens L.
20. Heliotropium argenteum Willd. ex Lehm.
21. Heliotropium arguzioides Kar. & Kir.
22. Heliotropium asperrimum R.Br.
23. Heliotropium astrotrichum (DC.) Govaerts
24. Heliotropium aucheri DC.
25. Heliotropium auroargenteum (Killip) Govaerts
26. Heliotropium azzanum O.Schwartz
27. Heliotropium bacciferum Forssk.
28. Heliotropium balfourii Gürke
29. Heliotropium baluchistanicum Kazmi
30. Heliotropium benadirense Chiov.
31. Heliotropium biannulatiforme Popov
32. Heliotropium biannulatum Bunge
33. Heliotropium biblianum Craven
34. Heliotropium bogdanii Czukav.
35. Heliotropium borasdjunense Rech.f.
36. Heliotropium bovei Boiss.
37. Heliotropium brevilimbe Boiss.
38. Heliotropium brevilobatum (K.Krause) J.I.M.Melo
39. Heliotropium bucharicum B.Fedtsch.
40. Heliotropium buruense Craven
41. Heliotropium cabulicum Bunge
42. Heliotropium caribaeum (Griseb.) Feuillet
43. Heliotropium chaudharyanum Al-Turki, Omer & Ghafoor
44. Heliotropium chenopodiaceum (A.DC.) Gay
45. Heliotropium chorassanicum Bunge
46. Heliotropium ciliatum Kaplan
47. Heliotropium circinatum Griseb.
48. Heliotropium confertiflorum Boiss. & Noë ex Boiss.
49. Heliotropium congestum Baker
50. Heliotropium coriaceum Lehm.
51. Heliotropium crassifolium Boiss.
52. Heliotropium crispatum F.Muell. ex Benth.
53. Heliotropium crispum Desf.
54. Heliotropium curassavicum L.
55. Heliotropium cuspidatum (Kunth) Feuillet
56. Heliotropium dasycarpum Ledeb.
57. Heliotropium dentatum Balf.f.
58. Heliotropium denticulatum Boiss. & Hausskn.
59. Heliotropium derafontense Vierh.
60. Heliotropium digynum (Forssk.) Asch. ex C.Chr.
61. Heliotropium disciforme Akhani
62. Heliotropium dissitiflorum Boiss.
63. Heliotropium dolosum De Not.
64. Heliotropium drepanophyllum Baker
65. Heliotropium ellipticum Ledeb.
66. Heliotropium elongatum (Lehm.) Gürke
67. Heliotropium eremobium Bunge
68. Heliotropium eremogenum I.M.Johnst.
69. Heliotropium erianthum I.M.Johnst.
70. Heliotropium eritrichoides Kotschy
71. Heliotropium esfahanicum Khat.
72. Heliotropium esfandiarii Akhani & Riedl
73. Heliotropium europaeum L.
74. Heliotropium fedtschenkoanum Popov
75. Heliotropium ferrugineogriseum Nábelek
76. Heliotropium filiflorum (Griseb.) Feuillet
77. Heliotropium filifolium (Miers) I.M.Johnst.
78. Heliotropium floridum (A.DC.) Clos
79. Heliotropium foetidissimum (L.) Feuillet
80. Heliotropium formosanum I.M.Johnst.
81. Heliotropium fragillimum Rech.f.
82. Heliotropium fuliginosum (Kunth) J.I.M.Melo
83. Heliotropium gaubae Rech.f. & Riedl
84. Heliotropium geissei F.Phil. ex Phil.
85. Heliotropium genovefae I.M.Johnst.
86. Heliotropium gibberosum (Urb.) Feuillet
87. Heliotropium giessii Friedr.-Holzh.
88. Heliotropium gigantifolium (Killip ex J.S.Mill.) J.I.M.Melo
89. Heliotropium glabriusculum (Torr.) A.Gray
90. Heliotropium glabrum (L.) Feuillet
91. Heliotropium glutinosum Phil.
92. Heliotropium gossypii Ponert
93. Heliotropium gracillimum Bunge
94. Heliotropium grande Popov
95. Heliotropium greuteri Riedl
96. Heliotropium griffithii Boiss.
97. Heliotropium gypsaceum Rech.f. & Riedl
98. Heliotropium halacsyi Riedl
99. Heliotropium halame Boiss. & Buhse
100. Heliotropium haussknechtii Bunge
101. Heliotropium hirsutissimum Grauer
102. Heliotropium huascoense I.M.Johnst.
103. Heliotropium incanum Ruiz & Pav.
104. Heliotropium inconspicuum Reiche
105. Heliotropium indicum L.
106. Heliotropium jaffuelii I.M.Johnst.
107. Heliotropium jizanense Al-Turki, Omer & Ghafoor
108. Heliotropium johnstonii Ragonese
109. Heliotropium kaserunense Bornm.
110. Heliotropium kavirense Riedl
111. Heliotropium keralense Sivar. & Manilal
112. Heliotropium khayyamii Akhani
113. Heliotropium krauseanum Fedde
114. Heliotropium kumense Bunge
115. Heliotropium kuriense Vierh.
116. Heliotropium kurtzii Gangui
117. Heliotropium laevigatum (Lam.) Feuillet
118. Heliotropium lamarckii Feuillet
119. Heliotropium lamondiae Kazmi
120. Heliotropium lanceolatum Ruiz & Pav.
121. Heliotropium laricum Bornm.
122. Heliotropium lasianthum Riedl
123. Heliotropium lasiocarpum Fisch. & C.A.Mey.
124. Heliotropium leiocarpum Morong
125. Heliotropium lignosum Vatke
126. Heliotropium lilloi (I.M.Johnst.) Luebert
127. Heliotropium linariifolium Phil.
128. Heliotropium lineare (A.DC.) Gürke
129. Heliotropium lippioides K.Krause
130. Heliotropium litvinovii Popov
131. Heliotropium longiflorum (A.DC.) Jaubert & Spach
132. Heliotropium longistylum Phil.
133. Heliotropium luzonicum (I.M.Johnst.) Craven
134. Heliotropium macrodon (Fresen.) Gürke
135. Heliotropium macrolimbe Riedl
136. Heliotropium macrostachyum (DC.) Hemsl.
137. Heliotropium magistri Raenko
138. Heliotropium makranicum Rech.f. & Esfand.
139. Heliotropium mamamense Bunge
140. Heliotropium mandonii I.M.Johnst.
141. Heliotropium maranjonense Luebert & Weigend
142. Heliotropium maris-mortui Zohary
143. Heliotropium megalanthum I.M.Johnst.
144. Heliotropium melanochaeta (DC.) Feuillet
145. Heliotropium mesinanum Bunge
146. Heliotropium messerschmidioides Kuntze
147. Heliotropium micranthos (Pall.) Bunge
148. Heliotropium microspermum E.J.Thomps.
149. Heliotropium microstachyum Ruiz & Pav.
150. Heliotropium minutiflorum Bunge
151. Heliotropium molle (Torr.) I.M.Johnst.
152. Heliotropium muelleri (I.M.Johnst.) Craven
153. Heliotropium multiflorum Rech.f.
154. Heliotropium murinum Craven
155. Heliotropium myosotifolium (A.DC.) Reiche
156. Heliotropium myosotoides Banks & Sol.
157. Heliotropium nicotianifolium Poir.
158. Heliotropium nodulosum Rech.f.
159. Heliotropium noeanum Boiss.
160. Heliotropium olgae Bunge
161. Heliotropium oliganthum Rech.f.
162. Heliotropium oliverianum Schinz
163. Heliotropium ophioglossum Stocks ex Aitch.
164. Heliotropium oxapampanum Luebert & Weigend
165. Heliotropium pamparomasense Luebert & Weigend
166. Heliotropium pannifolium Burch. ex Hemsl.
167. Heliotropium paronychioides DC.
168. Heliotropium parvulum Popov
169. Heliotropium patagonicum (Speg.) I.M.Johnst.
170. Heliotropium paulayanum Vierh.
171. Heliotropium pectinatum Vaupel
172. Heliotropium petiolare (A.DC.) Govaerts
173. Heliotropium philippianum I.M.Johnst.
174. Heliotropium phylicoides Cham.
175. Heliotropium pileiforme Czukav.
176. Heliotropium pinnatisectum Pérez-Mor.
177. Heliotropium piurense I.M.Johnst.
178. Heliotropium pleiopterum F.Muell.
179. Heliotropium pseudoindicum H.Chuang
180. Heliotropium pterocarpum (DC. & A.DC.) Hochst. & Steud. ex Bunge
181. Heliotropium pycnophyllum Phil.
182. Heliotropium ramosissimum (Lehm.) Sieber ex A.DC.
183. Heliotropium rechingeri Riedl
184. Heliotropium remotiflorum Rech.f. & Riedl
185. Heliotropium riebeckii Schweinf. & Vierh.
186. Heliotropium riedlii Craven
187. Heliotropium roigii (Britton) Feuillet
188. Heliotropium rollotii (Killip) J.I.M.Melo
189. Heliotropium romeroi (I.M.Johnst.) J.I.M.Melo
190. Heliotropium rotundifolium Sieber ex Lehm.
191. Heliotropium rudbaricum (Bornm.) Riedl
192. Heliotropium rufipilum (Benth.) I.M.Johnst.
193. Heliotropium ruhanyi Riedl & Esfand.
194. Heliotropium ruiz-lealii I.M.Johnst.
195. Heliotropium rusbyi Govaerts
196. Heliotropium samoliflorum Bunge
197. Heliotropium saonae Alain
198. Heliotropium sarmentosum (Lam.) Craven
199. Heliotropium scabridum (Kunth) J.I.M.Melo
200. Heliotropium schahpurense Bornm.
201. Heliotropium schreiteri I.M.Johnst.
202. Heliotropium schweinfurthii Boiss.
203. Heliotropium sclerocarpum Phil.
204. Heliotropium scotteae Rendle
205. Heliotropium seravschanicum Popov
206. Heliotropium serpentinicum Rech.f.
207. Heliotropium shirazicum Mozaff. ex Negaresh
208. Heliotropium shoabense Vierh.
209. Heliotropium simile Vatke
210. Heliotropium sinuatum (Miers) I.M.Johnst.
211. Heliotropium smaragdinum (Proctor) Feuillet
212. Heliotropium sogdianum Bunge
213. Heliotropium sokotranum Vierh.
214. Heliotropium stamineum (Griseb.) Feuillet
215. Heliotropium stenophyllum Hook. & Arn.
216. Heliotropium steudneri Vatke
217. Heliotropium styligerum Trautv.
218. Heliotropium suaveolens M.Bieb.
219. Heliotropium submolle Klotzsch
220. Heliotropium subspinosum Thulin & A.G.Mill.
221. Heliotropium sudanicum F.W.Andrews
222. Heliotropium sultanense Bunge
223. Heliotropium supinum L.
224. Heliotropium szovitsii (Steven) Stschegl.
225. Heliotropium taltalense (Phil.) I.M.Johnst.
226. Heliotropium thermophilum Kit Tan, A.Çelik & Gemici
227. Heliotropium tiaridioides Cham.
228. Heliotropium transalpinum Vell.
229. Heliotropium trichostomum Bunge
230. Heliotropium tubulosum E.Mey. ex A.DC.
231. Heliotropium tzvelevii T.N.Popova
232. Heliotropium ulei (Vaupel) Feuillet
233. Heliotropium ulophyllum Rech.f. & Riedl
234. Heliotropium velutinum (Sm.) Govaerts
235. Heliotropium verdcourtii Craven
236. Heliotropium veronicifolium Griseb.
237. Heliotropium wagneri Vierh.
238. Heliotropium wissmannii O.Schwartz
239. Heliotropium zeylanicum (Burm.f.) Lam.
240. Heliotropium ziegleri Akhani